# Герасимов, Сергей Аполлинариевич
Серге́й Аполлина́риевич Гера́симов (21 мая [3 июня] 1906, Кундравы, Российская империя — 26 ноября 1985, Москва) — советский кинорежиссёр, актёр, сценарист, педагог, профессор ВГИКа (1946).
Академик АПН СССР (1978). Герой Социалистического Труда (1974), народный артист СССР (1948), лауреат Ленинской премии (1984), трёх Сталинских премий (1941, 1949, 1951), Государственной премии СССР (1971) и премии Ленинского комсомола (1970), кавалер четырёх орденов Ленина (1961, 1966, 1974, 1981).

## Биография

### Ранние годы
Родился 21 мая (3 июня) 1906 в селе Кундравы Оренбургской губернии Российской империи (ныне — Челябинская область; до 1934 года Челябинская область входила в состав Оренбургской губернии как субъект подчинения) (по уточнённым данным, 8 (21) мая 1906, заимка на реке Кундуруша, близ южного берега озера Чебаркуль, в Троицком уезде Оренбургской губернии). Отец — инженер-технолог Аполлинарий Алексеевич Герасимов (1863—1909), из семьи мценского уездного исправника, за организацию социал-демократических кружков на Путиловском заводе был арестован в 25 лет и в 1888 году сослан в Енисейскую губернию сроком на 4 года под гласный надзор полиции. Политссыльной была и мать — Юдифь Борисовна Эстрович (в замужестве Юлия Борисовна Герасимова), из динабургской еврейской купеческой семьи, выросшая в Старобельске и принявшая ради брака православие. В ссылке находились и два её брата — народовольцы Михаил Эстрович (1869—1938) и Осип Эстрович, оба приняли участие в восстании ссыльных в 1889 году в Якутске, во время которого Осип был ранен, а Михаил осуждён ещё на 8 лет каторжных работ.
В 1894 году семья переехала на Южный Урал, где отец работал инженером на Миасском заводе. В 1906 году Аполлинарий Алексеевич устроился управляющим золотыми промыслами Южно-Заозерской дачи Зауральского горнопромышленного общества. Весной 1909 года он утонул в реке Лозьве во время геологической разведки, оставив жену с пятью детьми. Младшему, Сергею, едва исполнилось три года. Чтобы прокормить семейство, мать работала в городе, братья и сестра учились. В восемь лет Сергея впервые привезли в Екатеринбург, где он увидел оперу «Евгений Онегин» Чайковского и драматический спектакль «Разбойники» Шиллера, которые произвели на него сильное впечатление. Первые годы он учился в Екатеринбургском реальном училище. Затем семья переехала в Красноярск, где Сергей совмещал учёбу с работой на заводе, куда он устроился в четырнадцать лет. Через некоторое время он вернулся с семьей в Екатеринбург, став завсегдатаем местного театра.
В 1923 году Сергей Герасимов отправился в Петроград с намерением стать художником и поступил в Петроградское художественное училище. Параллельно он был зачислен в труппу экспериментального театра под руководством Всеволодского-Гернгросса. В 1930 году окончил драматический факультет Техникума сценических искусств.

### Карьера
В 1924 году один из приятелей по художественному училищу Иван Доррер привёл восемнадцатилетнего Сергея Герасимова на Фабрику эксцентрического актера ФЭКС под руководством Леонида Трауберга и Григория Козинцева. В 1925 году он дебютировал как киноактёр в комическом фильме «Мишки против Юденича», исполнив роль шпика.
В своих первых ролях проявил себя как актёр преимущественно гротескового плана, мастер острого, графически чёткого рисунка образа. Снимался в фильмах режиссёров Григория Козинцева и Леонида Трауберга, Фридриха Эрмлера, Всеволода Пудовкина и других.
В дальнейшем, не оставляя актёрской работы, занимался преимущественно режиссурой и выступал также как сценарист многих своих фильмов. С 1930 года — режиссёр кинофабрики «Совкино» (с 1934 — «Ленфильм»). Дебютировал с фильмом «Двадцать два несчастья» (1930, совместно с Сергеем Бартеневым), затем поставил картины «Сердце Соломона» (1932, совместно с Михаилом Кресиным) и «Люблю ли тебя?» (1934). С 1932 года руководил актёрской мастерской на киноотделении Института сценических искусств в Ленинграде.
В полной мере Герасимов реализовал себя в своём первом звуковом фильме «Семеро смелых» (1936), над которым работал с воспитанным в его мастерской коллективом молодых актёров (Тамара Макарова, Пётр Алейников и другие), проявив себя как режиссёр-педагог, воплощающий свои замыслы посредством углублённой работы с актёрами. Документальная достоверность жизни советской молодёжи была присуща и таким фильмам, как «Комсомольск» (1938) и «Учитель» (1939).
Особое место в творчестве режиссёра занял фильм «Маскарад» (1941), выпущенный к 100-летию со дня смерти Михаила Лермонтова. Воссоздавая романтический пафос его драмы, Герасимов трактовал её как трагедию обманутого доверия и сам сыграл одну из ключевых ролей.
В августе 1941 года принят кандидатом в члены ВКП(б). В первые месяцы Великой Отечественной войны участвовал в создании Боевого киносборника № 1 (1941), работал в Политическом управлении Ленинградского фронта. Совместно с Михаилом Калатозовым поставил фильм «Непобедимые» (1942) о героической борьбе ленинградцев на фронте и в тылу. На киностудии «Мосфильм» снял картину «Большая земля» (1944) о жизни эвакуированного на Урал Кировского завода.
В 1943 году принят в члены ВКП(б). В 1944—1945 годах был заместителем председателя Комитета по делам кинематографии при СНК СССР и директором Центральной студии документальных фильмов. В 1945 году руководил киносъёмками на Ялтинской и Потсдамской конференциях.
В 1944 году Герасимов начал работать во Всесоюзном государственном институте кинематографии, где он руководил объединённой режиссёрской и актёрской мастерской. В 1946 году поставил со своими учениками сценическую версию романа Александра Фадеева «Молодая гвардия». На основе этого «репетиционного киноспектакля», вынесенного на подмостки Театра киноактёра, снял одноименный фильм. В результате первый вариант романа, уже отмеченного Сталинской премией, и фильма подверглись серьёзной партийной критике за недооценённую роль партии в организации антифашистского подполья. В 1948 году вторая редакция фильма вышла на экран.
С 1945 года — режиссёр киностудии «Союздетфильм» (с 1948 года – киностудия имени М. Горького). Совместно с киноработниками КНР снял документальный фильм «Освобождённый Китай» (1950). В то время Герасимов так определял своё отношение к задачам кинематографии: «В нашем понимании современная тема в киноискусстве — это постановка и идейно-художественное решение тех вопросов, которые непосредственно влияют на развитие нашей жизни, на утверждение и углубление политики Коммунистической партии и Советского государства». В 1952 году он поставил фильм «Сельский врач» о людях советской деревни, который послужил началом широкой дискуссии по поводу теории бесконфликтности.
В 1957–1958 годах году осуществил экранизацию «Тихого Дона» (3 серии) по мотивам одноимённого романа Михаила Шолохова. Первая серия была отмечена премией за цвет на МКФ в Брюсселе (1958), а третья серия получила главный приз «Хрустальный глобус» на XI МКФ в Карловых Варах (1958), 1-ю премию и премию за режиссуру на I ВКФ в Москве (1958).
В 1962 году снял двухсерийный фильм «Люди и звери» о трудном пути бывшего советского офицера, оставшегося после фашистского плена за границей и после длительных скитаний возвратившегося на родину. Сам Герасимов исполнил в этом фильме роль опустившегося эмигранта — князя Львова-Щербацкого.
Во ВГИКе вёл объединённую режиссёрскую и актёрскую мастерскую, руководил кафедрой режиссёрского и актёрского мастерства. Среди его учеников — Сергей Бондарчук, Лев Кулиджанов, Татьяна Лиознова, Николай Розанцев, Инна Макарова, Николай Рыбников, 3инаида Кириенко, Николай Губенко, Жанна Болотова, Галина Польских, Юрий Кара и другие. Преподавал также на Высших курсах сценаристов и режиссёров.
В 1960-х годах вернулся к современной теме; используя публицистические интонации, затрагивал проблемы экологии, гражданской и моральной ответственности, преемственности поколений (картины «Журналист», «У озера», «Любить человека»). Выступал художественным руководителем в постановках молодых режиссёров на ЦКДЮФ имени М. Горького. В 1976 году на основе дипломного спектакля актёрской мастерской поставил телефильм «Красное и чёрное» по одноимённому роману Стендаля.

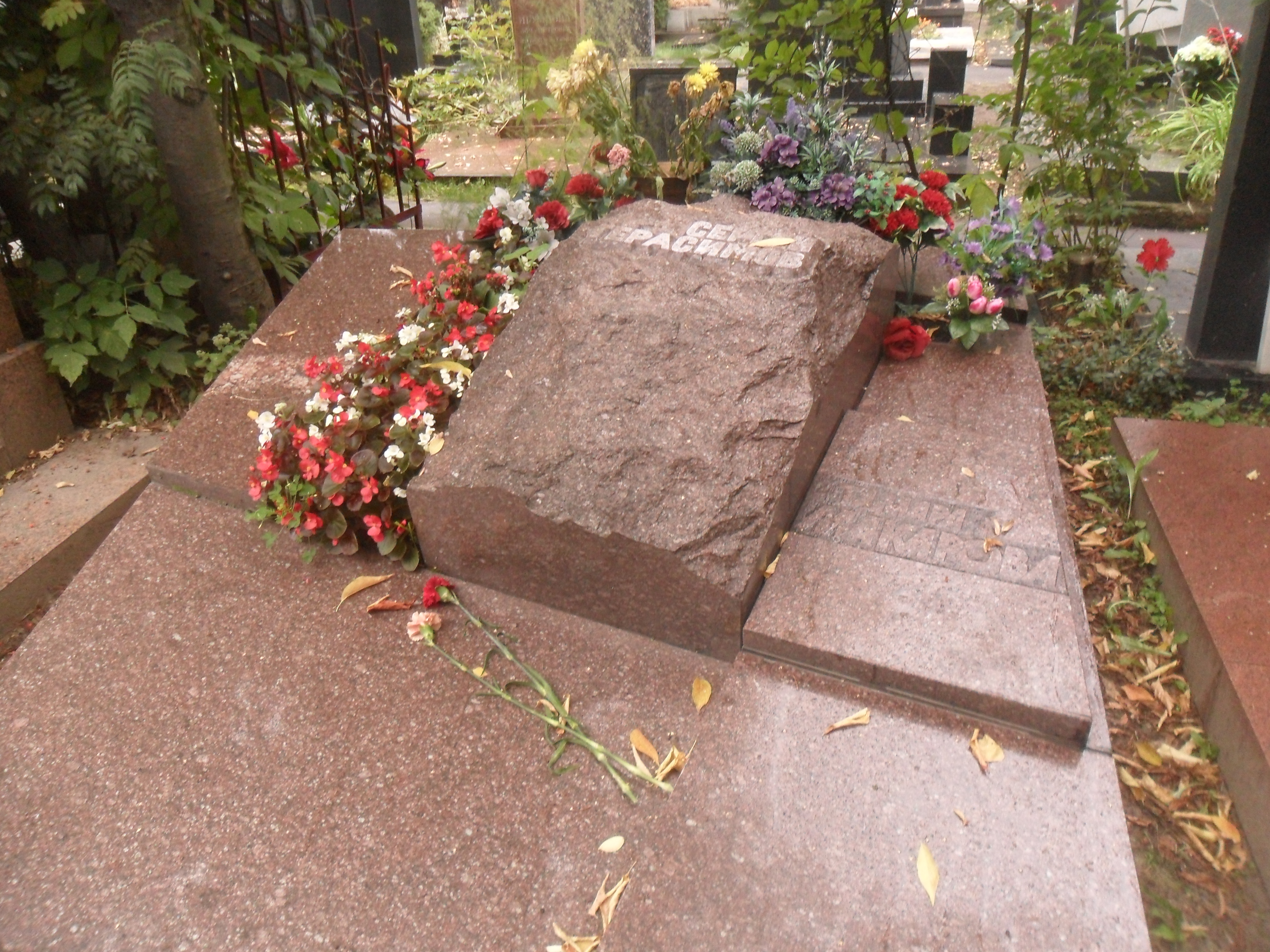
Могила Герасимова и Макаровой на Новодевичьем кладбище Москвы

В 1971 году был членом жюри VII Московского международного кинофестиваля.
Сергей Герасимов скончался 26 ноября 1985 года в Москве после операции на сердце. Похоронен на Новодевичьем кладбище (участок № 10).

### Общественно-педагогическая деятельность
- Профессор Всесоюзного государственного института кинематографии (ВГИК) в Москве (1946)
- Действительный член АПН СССР (1978)
- Депутат Верховного Совета СССР 3—4 созывов (1950—1958)
- Член Президиума Советского комитета защиты мира (с 1950)
- Доктор искусствоведения (1967)
- Секретарь правления СК СССР
- Член СП СССР.

### Семья

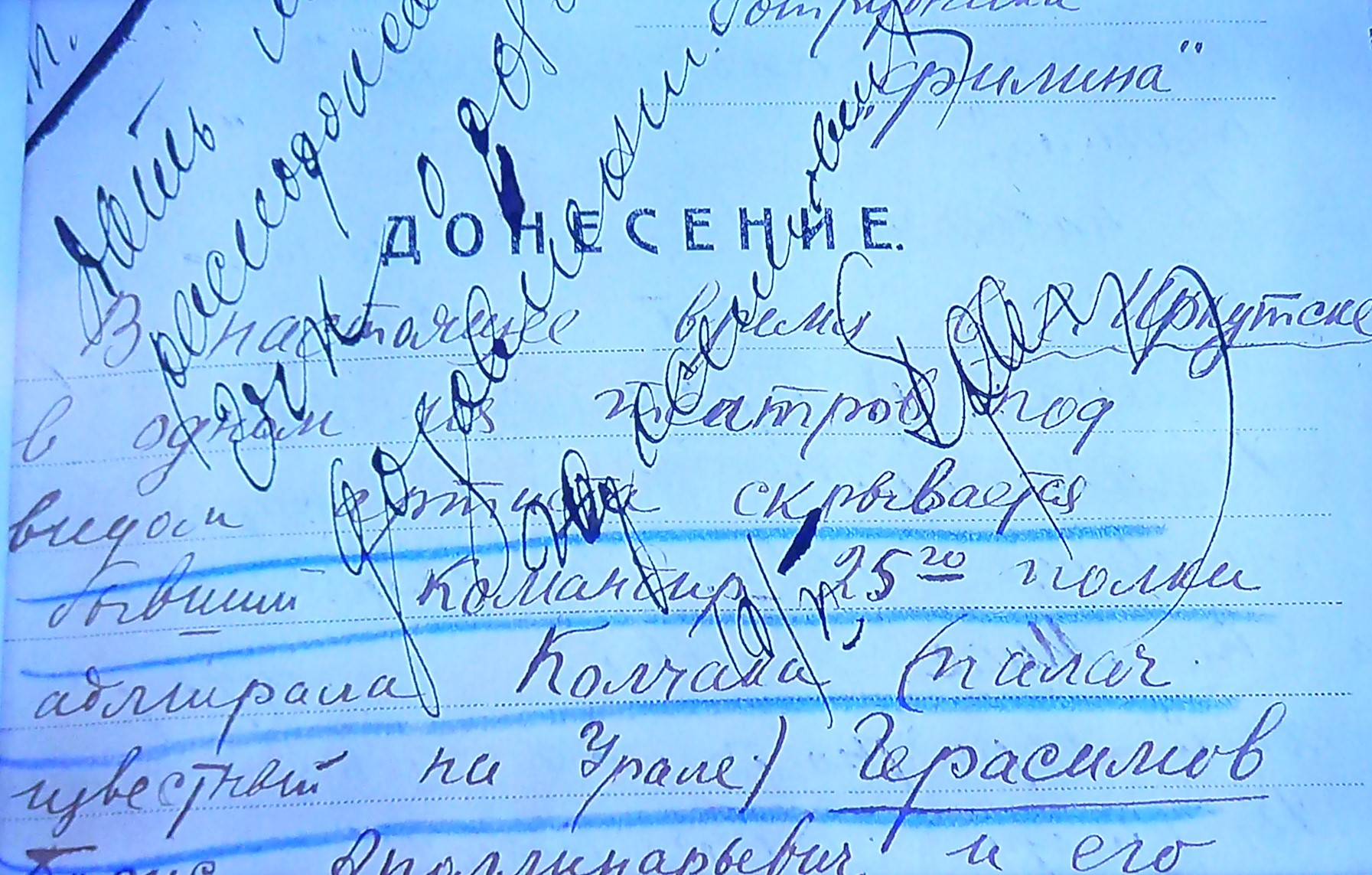
Донесение секретного сотрудника ЧК «Филина» о Борисе Герасимове и его брате Алексее. Екатеринбург, 1921

- Брат – Владимир Аполлинариевич Герасимов (1892–1967), участник Белого движения в годы Гражданской войны. Отказался от эмиграции и принял советскую власть. Преследовался органами ОГПУ. Жил в Ленинграде и работал архитектором.
- Брат – Алексей Аполлинариевич Герасимов (1895–1920), бывший прапорщик царской армии и подпоручик Русской армии Колчака. Погиб в мятежном Томске.
- Брат – Борис Аполлинариевич Герасимов (1896–1970), бывший капитан царской армии. В звании подполковника служил в Русской армии Колчака. После Гражданской войны преследовался органами ЧК—ГПУ. Служил оперным певцом, а затем хормейстером.
- Сестра – Лидия Аполлинариевна Герасимова (12 апреля 1902 – 31 декабря 1979)[23].
- Жена – Тамара Макарова (1907—1997), актриса, исполнительница главных ролей во многих фильмах режиссёра. Герой Социалистического Труда (1982), народная артистка СССР (1950).
- Приёмный сын — Артур Макаров (1931—1995), племянник жены, писатель и киносценарист.

## Фильмография

### Актёрские работы

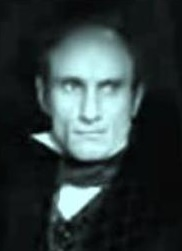
Сергей Герасимов в фильме «Маскарад». 1941

- 1925 — Мишки против Юденича — шпик
- 1926 — Братишка (короткометражный) — второй шофёр
- 1926 — Чёртово колесо (короткометражный) — «Человек-вопрос», фокусник, главарь бандитской шайки
- 1926 — Шинель — Ярыжка, шулер-шантажист
- 1927 — Союз великого дела — Медокс
- 1927 — Чужой пиджак — агент Скальковский
- 1929 — Новый Вавилон — журналист Лутро
- 1929 — Обломок империи — меньшевик
- 1931 — Одна — председатель сельсовета
- 1932 — Три солдата — командир Стального полка
- 1933 — Дезертир — второй бонза
- 1934 — Разбудите Леночку (короткометражный)
- 1938 — Комсомольск — шпион
- 1941 — Маскарад — Неизвестный
- 1962 — Люди и звери — князь Константин Константинович Львов-Щербацкий
- 1974 — Дочки-матери — Пётр Никанорович Воробьёв
- 1984 — Лев Толстой — граф Лев Толстой

### Режиссёрские работы
- 1929 — Двадцать два несчастья (короткометражный) (совместно с Сергеем Бартеневым) (фильм не сохранился)
- 1932 — Сердце Соломона (совместно с Михаилом Кресиным)
- 1932 — Лес (фильм не вышел на экраны)
- 1934 — Люблю ли тебя?
- 1936 — Семеро смелых
- 1938 — Комсомольск
- 1939 — Учитель
- 1941 — Маскарад
- 1941 — Старая гвардия
- 1941 — Боевой киносборник № 1 (эпизод «Встреча с Максимом»)
- 1943 — Непобедимые (совместно с Михаилом Калатозовым)
- 1943 — Киноконцерт к 25-летию Красной Армии (совместно с Ефимом Дзиганом и Михаилом Калатозовым)
- 1944 — Большая земля
- 1945 — Московский мюзик-холл
- 1945 — Крымская конференция
- 1945 — Берлинская конференция
- 1948 — Молодая гвардия
- 1950 — Новый Пекин (документальный)
- 1950 — Освобождённый Китай (документальный) (совместно с киноработниками Китая)
- 1951 — Сельский врач
- 1953 — Великое прощание (документальный) (совместно с другими)
- 1954 — Надежда (короткометражный)
- 1958 — Тихий Дон
- 1959 — Говорит спутник (совместно с Борисом Израилевичем Волчеком, Вениамином Дорманом и Генрихом Оганесяном)
- 1962 — Люди и звери
- 1967 — Журналист
- 1969 — У озера
- 1972 — Любить человека
- 1974 — Дочки-матери
- 1976 — Красное и чёрное
- 1980 — Юность Петра
- 1980 — В начале славных дел
- 1984 — Лев Толстой

### Сценарные работы
- 1932 — Сердце Соломона
- 1932 — Лес (совместно с Иосифом Прутом)
- 1934 — Люблю ли тебя?
- 1936 — Семеро смелых (совместно с Юрием Германом)
- 1938 — Комсомольск (совместно с 3иновией Маркиной и Михаилом Витухновским)
- 1939 — Учитель
- 1941 — Маскарад (по пьесе Михаила Лермонтова)
- 1941 — Чапаев с нами (короткометражный) (совместно с Лео Арнштамом)
- 1943 — Непобедимые (совместно с Михаилом Калатозовым и Михаилом Блейманом)
- 1943 — Киноконцерт к 25-летию Красной Армии
- 1944 — Большая земля
- 1948 — Молодая гвардия
- 1950 — Освобождённый Китай (документальный) (совместно с киноработниками Китая)
- 1954 — Надежда
- 1956 — Дорога правды
- 1958 — Память сердца (совместно с Тамарой Макаровой)
- 1962 — Люди и звери (совместно с Тамарой Макаровой)
- 1967 — Журналист
- 1969 — У озера
- 1972 — Любить человека
- 1976 — Красное и чёрное (совместно с Георгием Склянским)
- 1980 — Юность Петра (совместно с Юрием Кавтарадзе)
- 1980 — В начале славных дел (совместно с Юрием Кавтарадзе)
- 1984 — Лев Толстой

### Художественный руководитель
- 1954 — Дамы
- 1961 — У крутого яра
- 1961 — Карьера Димы Горина
- 1963 — Состязание
- 1964 — Первый снег

### Участие в фильмах
- 1948 — Памяти С. Эйзенштейна (документальный)
- 1970 — Один час с Козинцевым, или Семь мнений (документальный)
- 1973 — О кино, кино! (документальный)
- 1974 — Пётр Мартынович и годы большой жизни (документальный)
- 1978 — Василий Шукшин. По страницам прозы (художественно-публицистический)
- 1979 — ВГИК: Педагоги и студенты говорят о профессии (документальный)
- 1982 — Медный всадник (документально-игровой)

## Театральные постановки

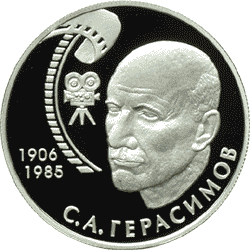
Памятная монета Банка России, посвящённая 100-летию со дня рождения С. А. Герасимова. 2 рубля, серебро. 2006

- 1952 — «Седая девушка» Хэ Цзинчжи и Дин Ни (вместе с С. И. Самсоновым и Т. М. Лиозновой[24]) — Театр имени Е. Б. Вахтангова (Москва).

## Награды и звания
Почётные звания:
- Герой Социалистического Труда (03.09.1974)
- Заслуженный деятель искусств РСФСР (17.04.1944)
- Народный артист СССР (11.11.1948)

Государственные премии:
- Сталинская премия второй степени (1941) — за фильм «Учитель» (1939)
- Сталинская премия первой степени (1949) — за фильм «Молодая гвардия» (1948)[26]
- Сталинская премия первой степени (1951) — за фильм «Освобождённый Китай» (1950)
- Премия Ленинского комсомола (1970) — за создание фильмов о молодёжи, Ленинском комсомоле и большую общественно-политическую деятельность
- Государственная премия СССР (1971) — за фильм «У озера» (1969)
- Ленинская премия (1984) — за кинофильмы последних лет

Ордена и медали:
- Четыре ордена Ленина (15.09.1961; 20.05.1966; 03.09.1974; 19.05.1981)
- Орден Октябрьской Революции (22.06.1971)
- Два ордена Трудового Красного Знамени (23.05.1940; 06.03.1950)
- Орден Красной Звезды (14.04.1944)
- Медаль «За доблестный труд в Великой Отечественной войне 1941—1945 гг.»
- Медаль «За доблестный труд. В ознаменование 100-летия со дня рождения Владимира Ильича Ленина» (1970)
- Медаль «В память 800-летия Москвы»
- Медаль «В память 250-летия Ленинграда»
- Медаль «Ветеран труда»

Иностранные награды:
- Орден Белого льва II степени (10.11.1950, ЧССР)[27]
- Ордена и медали иностранных государств[источник не указан 772 дня].

Другие награды и общественное признание:
- Международная выставка декоративных искусств в Париже (1937, Почётный диплом, фильм «Семеро смелых»)
- ВКФ в Москве (1958, Первая премия фильму, фильм «Тихий Дон»)
- ВКФ в Москве (1958, Премия за лучшую режиссуру, фильм «Тихий Дон»)
- Гильдия режиссёров США (1958, Диплом лучшему иностранному фильму, фильм «Тихий Дон»)
- МКФ в Карловых Варах (1958, Главный приз «Хрустальный глобус» «за создание широкой панорамы жизни народа», фильм «Тихий Дон»)
- МКФ в Мехико (1959, Диплом, фильм «Тихий Дон»)
- МКФ в Москве (1967, Большой приз, фильм «Журналист»)
- МКФ в Карловых Варах (1970, Главный приз, фильм «У озера»)
- VI Всесоюзный кинофестиваль в Алма-Ате (1973, Первая премия «За глубокую разработку актуальной и современной темы», фильм «Любить человека»)
- XIV Всесоюзный кинофестиваль в Вильнюсе (1981, Специальный приз «За масштабность воплощения исторической тематики», фильм «В начале славных дел»)
- XIV Всесоюзный кинофестиваль в Вильнюсе (1981, Специальный приз «За масштабность воплощения исторической тематики», фильм «Юность Петра»)
- МКФ в Карловых Варах (1984, Главный приз «Хрустальный глобус», фильм «Лев Толстой»)
- XVIII Всесоюзный кинофестиваль в Минске (1985, Главный специальный приз и диплом, фильм «Лев Толстой»)[28]

## Память

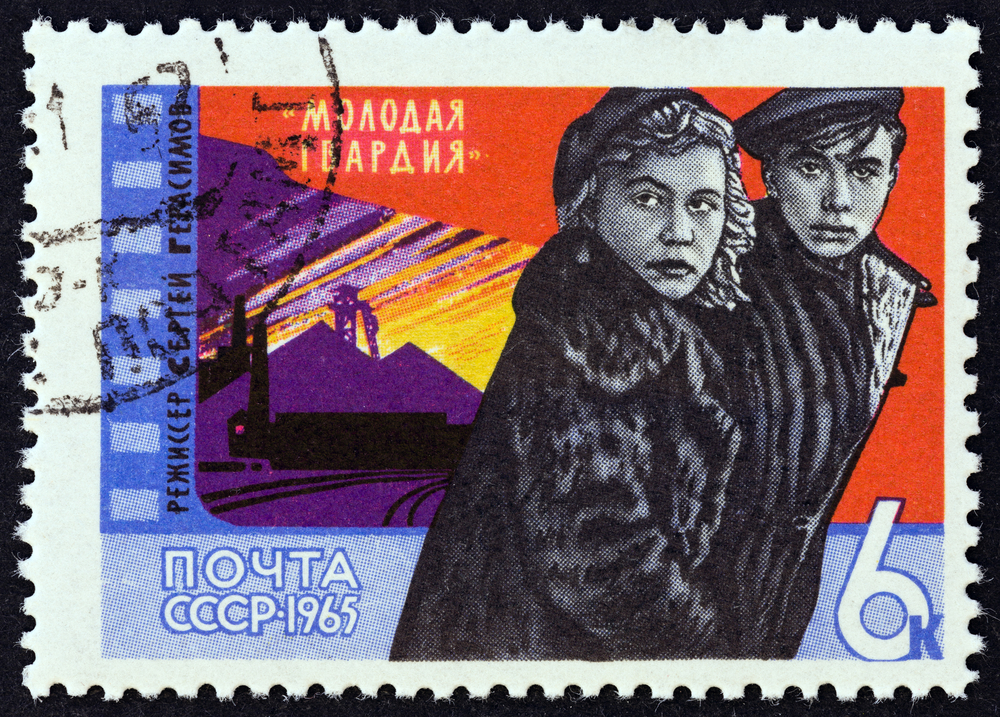
Почтовая марка СССР. Художественный фильм «Молодая гвардия». Режиссёр С. Герасимов. 1965

- Почтовая марка СССР. Художественный фильм «Молодая гвардия». Режиссёр С. Герасимов. 1965 В 1986 году имя Сергея Герасимова было присвоено Всероссийскому государственному институту кинематографии.
- В селе Кундравы, где родился режиссёр, есть музей его имени.
- К столетию со дня рождения режиссёра в Москве и Санкт-Петербурге на домах, где проживали Тамара Макарова и Сергей Герасимов, были установлены мемориальные доски. Инициатором выступил актёр Виталий Матвеев.
- В Челябинске имя Сергея Герасимова носит улица в Тракторозаводском районе (новый микрорайон Чурилово).
- 6 января 2007 года в честь С. А. Герасимова назван астероид (7730) Сергерасимов, открытый в 1978 году советским астрономом Л. И. Черных.
- В телесериале 2015 года «Людмила Гурченко» роль режиссёра исполнил актёр Александр Тютин.
- В городе Куса Челябинской области открыт кинотеатр имени С. А. Герасимова.
- В 2016 году авиакомпания Аэрофлот назвала самолёт Airbus A320-214 (регистрационный номер VP-BCB) в честь режиссёра[29].
- В честь Сергея Герасимова названа гора в Кыргызстане.
- О Герасимове и его семье был снят на студии «Уралфильм» 44-х минутный телевизионный документальный фильм «Герасимовы» (режиссёр А. Титов).
- Имя Сергея Герасимова было присвоено Челябинскому областному киноцентру.